# Ildi Gruda
Ildi Gruda (ur. 13 grudnia 1999 w Lezhy) – albański piłkarz występujący na pozycji napastnika w klubie Egnatii Rrogozhinë.

## Kariera seniorska
1 lipca 2018 przeniósł się do Valletty FC, w której nie rozegrał żadnego meczu.
1 lipca 2019 wrócił do ojczyzny, dokładniej do FC Shënkolli. Zadebiutował tam 14 września 2019 w przegranym 4:1 meczu przeciwko KS Lushnja. Pierwsze bramki strzelił miesiąc później, 26 października 2019 w wygranym 2:3 meczu przeciwko Besie Kavaja. Łącznie w Shënkolli zagrał w 14 meczach (12 ligowych) i 6 razy pokonał bramkarza przeciwników.
10 stycznia 2020 przeszedł do Teuty Durrës. Debiut zaliczył 26 stycznia 2020 w wygranym 1:0 meczu przeciwko Bylisowi Ballsh. Trzy dni później strzelił pierwszego gola – miało to miejsce w wygranym 1:3 meczu Pucharu Albanii przeciwko Erzeni Shijak. Z Teutą został mistrzem kraju w sezonie 2020/2021, zdobywcą Pucharu Albanii w sezonie 2019/2020 i zdobywcą Superpucharu w 2020 roku. Do 12 czerwca 2021 rozegrał 54 mecze (41 ligowych) i strzelił 4 bramki (jedna ligowa).

## Statystyki

### Klubowe
Stan na 12 czerwca 2021
| Sezon   | Klub         | Kraj    | Rozgrywki              | Mecze | Gole |
| ------- | ------------ | ------- | ---------------------- | ----- | ---- |
| 2018/19 | Valletta FC  | Malta   | Maltese Premier League | 0     | 0    |
| 2019/20 | FC Shënkolli | Albania | Kategoria e Parë       | 12    | 6    |
| 2019/20 | Teuta Durrës | Albania | Kategoria Superiore    | 16    | 0    |
| 2020/21 | Teuta Durrës | Albania | Kategoria Superiore    | 25    | 1    |

## Sukcesy

### Klubowe
Stan na 12 czerwca 2021
- Kategoria Superiore – 1x, z Teutą Durrës, sezon 2020/2021
- Puchar Albanii – 1x, z Teutą Durrës, sezon 2019/2020
- Superpuchar Albanii – 1x, z Teutą Durrës, 2020 rok